# Clima isotérmico
El clima isotérmico o clima ecuatorial, es aquel que presenta isotermia, es decir, baja amplitud térmica anual. Normalmente se considera que un clima es isotérmico si la diferencia entre el mes más cálido con el mes más frío es menor a 5 °C. Köppen menciona esta diferencia de 5 °C y también observa que hay climas isotérmicos de altura como ocurre en la ciudad ecuatorial de Quito (Ecuador) o en un volcán nevado como el Misti (Perú).

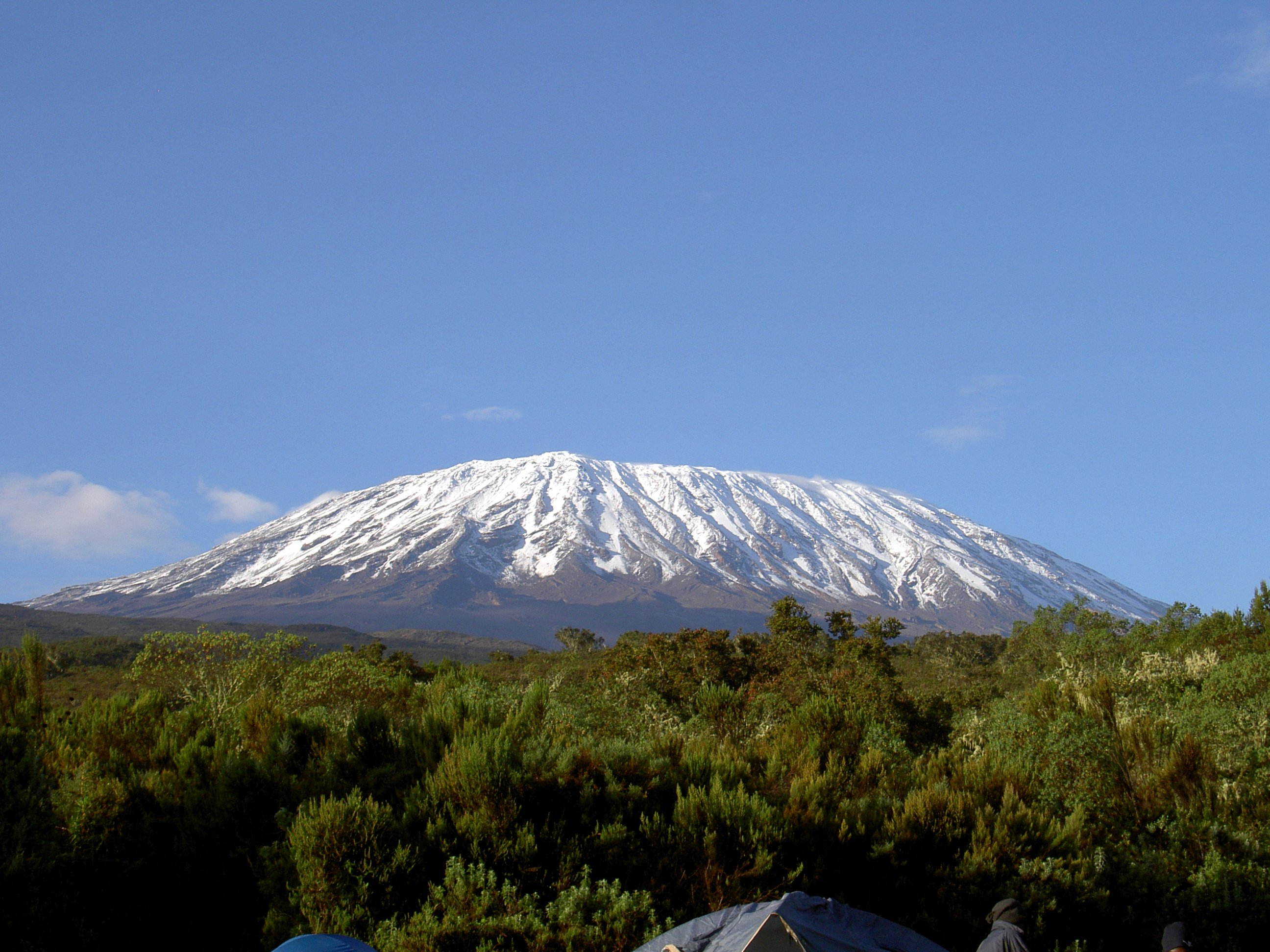
Volcán del Kilimanjaro (Tanzania). Independientemente de la altitud, los diferentes climas de latitudes ecuatoriales presentan isotermia.

Los climas isotérmicos también han sido llamados climas tropicales, sin embargo, esto genera ambigüedad con los climas cálidos y/o lluviosos. Estos climas se sitúan en latitudes ecuatoriales y subecuatoriales (Zona intertropical). Cuando la amplitud térmica es mínima, por ejemplo menor de 1 °C, los períodos estacionales no son térmicos sino hídricos y no existe un verano o invierno propiamente dicho, por lo que hay frecuentes contradicciones al momento de clasificar un clima altamente isotérmico.
Se puede especificar que un clima es isotérmico añadiendo una "i" a la denominación usual (a excepción del Af y Am que ya son isotérmicos por definición); así por ejemplo, la ciudad jamaiquina de Kingston, que tiene un clima de sabana Aw, puede describirse como Awi.

## Tipos climáticos
Tomando en cuenta la clasificación climática de Köppen, tenemos los siguientes climas isotérmicos:
- Clima ecuatorial lluvioso (Af): Es un clima cálido y lluvioso todo el año. Como por ejemplo Singapur, que tiene un rango de temperaturas medias de 26.7 a 28.2 °C y lluvias de 2300 mm anuales.

- Clima ecuatorial monzónico (Am): Es un clima cálido y lluvioso con una breve estación seca. Como por ejemplo Manaus (Brasil), que tiene un rango de temperaturas medias de 25.9 a 27.7 °C y lluvias de 2300 mm anuales.

- Clima ecuatorial de sabana (Awi o As): Es un clima cálido con una temporada lluviosa y una seca. Como por ejemplo Guayaquil (Ecuador), que tiene un rango de temperaturas medias de 25.0 a 28.0 °C y 1300 mm anuales de lluvias.

- Clima semiárido ecuatorial (BShi): Es un clima semiárido isotérmico. Como por ejemplo Maracaibo (Venezuela), que tiene un rango de temperaturas medias de 27.0 a 29.1 °C y 530 mm anuales  de lluvias.

- Clima árido ecuatorial (BWhi): Es un clima árido isotérmico. Como por ejemplo Manta (Ecuador), que tiene un rango de temperaturas medias de 24.0 a 26.4 °C y 200 mm anuales de lluvias.

- Clima seco de montaña isotérmico (BSki y BWki): Clima seco que puede ser semiárido como en Ayacucho (de 13.3 a 17.0 °C y 560 mm de lluvia) o árido como en Arequipa (de 13.2 a 15.3 °C y 100 mm de lluvia) en Perú.

- Clima húmedo de montaña (Cfbi): Es un clima de montaña lluvioso. Como por ejemplo Bogotá (Colombia), con temperaturas medias de 13.0 a 14.0 °C y 800 mm anuales de precipitación; o Quito (Ecuador) con 13.3 a 14.0 °C y 1000 mm.

- Clima subhúmedo de montaña (Cwbi): Es un clima de montaña con una temporada lluviosa y una seca. Como por ejemplo Cuzco (Perú), con temperaturas medias de 10.6 a 14.6 °C y 700 mm anuales de lluvias; o La Paz (Bolivia) con 9.0 a 12.5 °C y 570 mm.

- Clima ecuatorial de montaña (Csbi): Es un clima de montaña similar al Cwbi, pero con mayor isotermia, doble temporada lluviosa y un aparente verano seco. Como por ejemplo Manizales (Colombia), con temperaturas medias de 16.0 a 16.8 °C y 1500 mm anuales de lluvias.

- Clima subalpino subhúmedo (Cwci): Es un clima subalpino de áreas muy reducidas. Como por ejemplo Cajatambo (Perú), con temperaturas medias de 8.0 a 10.3 °C y 800 mm anuales de precipitación.

- Clima alpino isotérmico (ETHi): Común en latitudes tropicales; comparado con los climas alpinos de otras latitudes, es menos severo y posee mayor población humana. Ejemplo: Puno (Perú), con temperaturas medias de 5.9 a 9.8 °C y 700 mm de precipitación.

- Clima nival isotérmico (EFHi): Presente en los nevados bajo congelación permanente en latitudes tropicales. No hay poblados en este clima, pues la ciudad más alta del mundo: La Rinconada (Perú), con temperaturas medias entre -1.7 y 2.7 °C, solo se le acerca.

Es de notar que por definición, no existen los climas continentales D isotérmicos.